# Junta Regional
La Junta Regional  (en italiano, giunta regionale) es el órgano de gobierno de cada región italiana, tal como se establece en el artículo 121 de la Constitución de la República Italiana.
Es un órgano colegiado compuesto por el Presidente de la Junta regional y por los asesores; en cuanto tal, para este órgano vale el principio de la responsabilidad polídica solidaria de sus componentes.
El número de los componentes de la junta, indicado en sus respectivos estatutos regionales, varía de una región a otra.

## Elección
Los miembros de la junta son nombrados por el presidente de la Región, el cual los puede escoger entre los componentes electos al Consejo regional sea a otras personas no elegidas para formar parte del Consejo.
La junta, en cuanto está nombrada por el presidente de la Región, no debe obtener la confianza del Consejo regional.
Los estatutos regionales pueden disponer algo distinto.

## Mandato
La Junta, en virtud de la relación de confianza con el presidente de la Región, permanece en el cargo por el tiempo que desempeñe su cargo el presidente. En los casos normales la Junta permanece en el cargo durante cinco años de la legislatura regional.
En todos los casos de revocación y decaimiento del mandato del presidente de la Región (moción de confianza, impedimento permanente, muerte, dimisión), la junta decae con él (véase el artículo 126 de la Constitución).
El Presidente de la Región puede revocar la delegación en los componentes de la junta, singularmente o comprensivamente, como se establece en el artículo 122 de la Constitución.

## Funciones
La Junta tiene competencias propias, distintas de las que se atribuyen al Presidente de la Región y de las competencias de éste delegados a asesores singulares, considerados como vértices de los oficios o cargos regionales.
La actividad de la Junta es coordinada por el presidente de la Región y tiene competencias de tipo ejecutivo, administratipo y de tipo legislativo.
Tiene competencias ejecutivas en mérito a las leyes y a las deliberaciones del Consejo.
Para aquellas de tipo administrativo le corresponde a la Junta la predisposición:
- del programa y los planes de la Región;
- de los balances regionales plurianuales;
- del balance regional anual, preventivo y consultivo;
- las normas de variaciones de los balances.

Le corresponde siempre a la Junta coordinar la actividad de los cargos regionales, a cuyo frente están puestos los asesores singulares según las competencias específicas. La Junta administra el patrimonio del ente Región.
Entre aquellas de tipo legislativo, la Junta tiene el poder de la iniciativa legislativa, en cuanto puede predisponer proyectos de Ley para que el Consejo los apruebe; además le corresponde a la Junta definir los reglamentos regionales. La Junta, a diferencia del Gobierno del Estado, no puede sustituir al Consejo regional, por lo que no puede producir decretos legislativos ni decretos-leyes.
En algunas regiones, por ejemplo el Piamonte y el Valle de Aosta, la Junta en caso de necesidad y urgencia puede adoptar deliberaciones que competen al Consejo, si bien deben ser ratificados por el Consejo en la primera sesión de trabajo.

## Organización
La organización de la Junta está definido en el estatuto de cada Región.

## Funcionamiento
El funcionamiento de la Junta está definido por el estatuto de la Región. En general, su actividad se desarrolla en diversas fases:
- Convocatoria; la Junta es convocada por el presidente de la Junta, que fija el orden del día. Normalmente las sesiones no son públicas.
- Verifica la validez de la reunión;
- Deliberación;
- Votación, que normalmente se realiza con voto no secreto.